# Elektrotonický potenciál
Ve fyziologii, electrotonus odkazuje na pasivní šíření náboje uvnitř neuronu. Pasivní znamená, že napěťově závislé změny v membráně k vodivosti nepřispívají. Neurony a jiné vzrušivé buňky produkují dva typy elektrického potenciálu:
1. Elektrotonický potenciál , což je nepohybující se místní potenciál, vyplývající z místní změny v iontové vodivosti např. synapse nebo receptoru , které vytváří lokální proud. Se vzdáleností exponenciálně klesá.
2. Akční potenciál, který šíří impuls.

Elektrotonický potenciál představují změny v membránovém potenciálu neuronu, které nevedou ke vzniku nového proudu skrze akční potenciál. Krátké neurony (mozku) mají jen elektronický potenciál, např. amakrinní buňky v sítnici; delší neurony využívají elektrotonický potenciál k vyvolání akčního potenciálu.
Faktory ovlivňující pasivní šíření (a velikost dekrementu) jsou jednak vodivost membrány (čím větší vodivost, tím rychlejší ztráta náboje vně buňky), vnitřní (axiální) odpor kladený cytoplasmaticky toku náboje a kapacitance membrány (část náboje v aktuálním místě se spotřebuje na nabití membrány jako kondenzátoru – kapacitní proud).